# Ernstotto zu Solms-Laubach

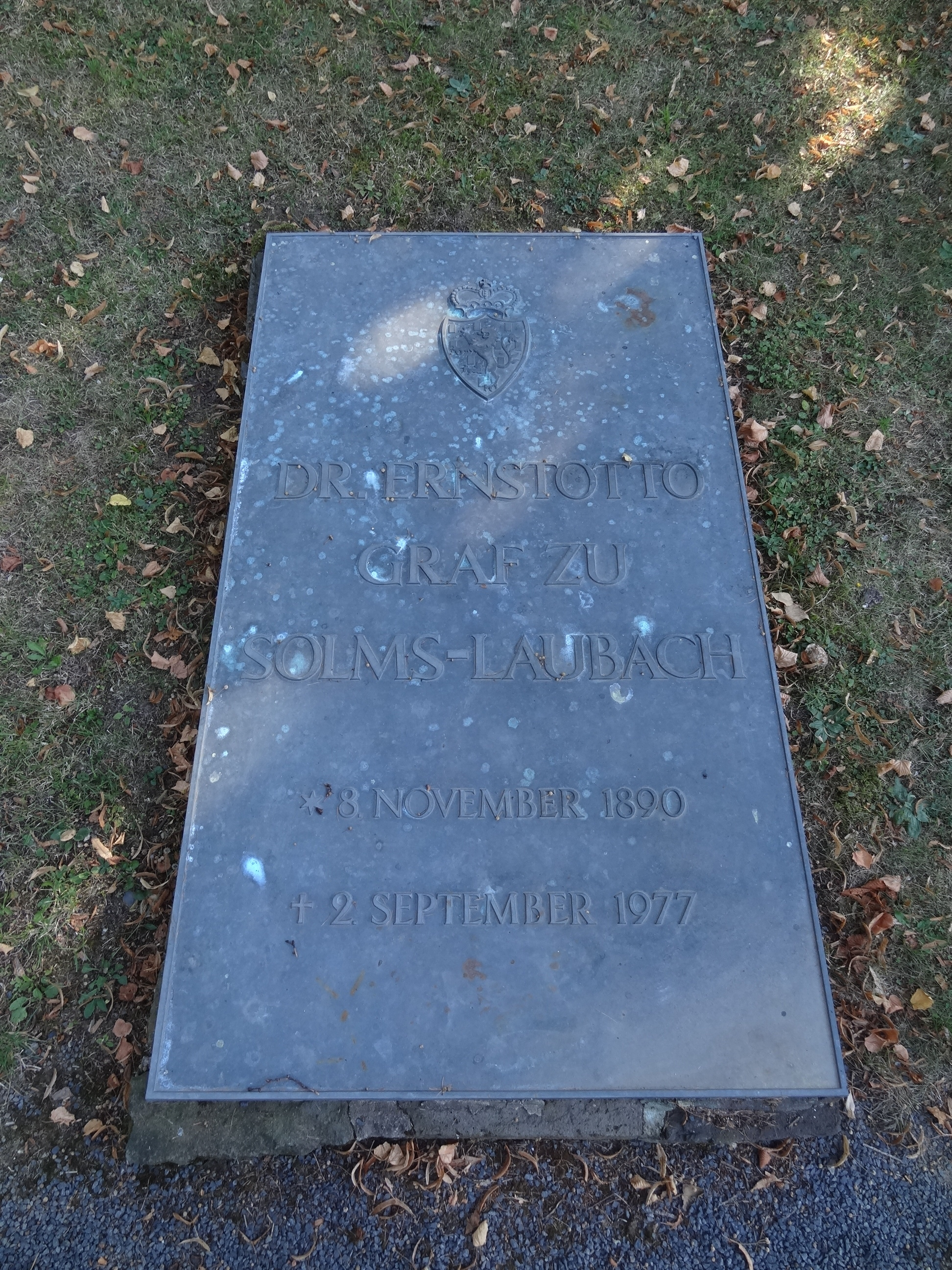
Grab im Kloster Arnsburg

Ernstotto Graf zu Solms-Laubach (* 8. November 1890 in Straßburg; † 2. September 1977 in Frankfurt am Main) war ein deutscher Kunsthistoriker.

## Familie
Ernstotto zu Solms-Laubach entstammte dem Adelsgeschlecht der Grafen von Solms-Laubach. Er war der Sohn des Ernst Graf zu Solms-Laubach (1837–1908), Kreisdirektor des Kreises Straßburg sowie Domherr zu Naumburg, und der Auguste Gräfin Schimmelmann (1847–1921), Tochter der Adelhaide Freiin von Lützerode und des Lehnsgrafen Ernst von Schimmelmann. Ernestotto war ein Enkel des Otto II. Graf zu Solms-Laubach (1799–1872).
1935 heiratete er Margot Bertram, das Ehepaar hatte drei Töchter und einen Sohn.

## Leben
Er begann zunächst 1912 ein Medizinstudium, nach der Teilnahme am Ersten Weltkrieg studierte er jedoch ab 1919 in Marburg, München und Berlin Kunstgeschichte. Er wurde 1925 bei Richard Hamann in Marburg promoviert. Im gleichen Jahr wurde er Volontär am Städelschen Kunstinstitut in Frankfurt, 1929 Assistent und Kustos an der Städtischen Skulpturensammlung Liebieghaus. Hier war er u. a. für den Erwerb des spätgotischen Kopfes der Bärbel von Ottenheim verantwortlich. Am 1. Mai 1937 wurde er Mitglied der NSDAP  (Mitgliedsnummer 5.393.731). Im Juni 1938 wurde er Direktor des Historischen Museums in Frankfurt. Im August wurde er ferner zum Stadtkonservator von Frankfurt ernannt und war für die örtliche Denkmalpflege zuständig.
1940 wurde er zur Wehrmacht eingezogen, bis 1944 als Kunstschutzoffizier im Osten eingesetzt und wirkte hier zeitweise für die Militärverwaltung Osten als Referent für den militärischen Kunstschutz. In seiner Eigenschaft als Beutegut- und Sammeloffizier war er dem Chef der Heeresmuseen Hermann Lorey unterstellt und gemeinsam mit Georg Poensgen im Oktober 1941 am Abbau und Abtransport des Bernsteinzimmers beteiligt. Vermutlich im April 1944 wurde er zur Dienststelle Chef der Heeresmuseen versetzt. Im Juni 1945 wurde er auf Anordnung der amerikanischen Militärregierung als Museumsdirektor in Frankfurt entlassen. Im Juni 1949 wurde er jedoch wieder Direktor des Museums für Kunsthandwerk in Frankfurt und blieb dies bis zu seiner Pensionierung 1956. Er konnte das Museum, dessen Gebäude im Krieg zerstört worden war, im Westflügel des Städels wiedereinrichten. Im Ruhestand baute er das Museum im Schloss Laubach auf. Begraben wurde er in Kloster Arnsburg.

## Veröffentlichungen (Auswahl)
- Die Wormser Bauschule in Hessen und ihre Grundlagen in Deutschland und Oberitalien. Dissertation Marburg 1925.[3]
- Bärbel von Ottenheim (= Jahresgabe des Wissenschaftlichen Instituts der Elsass-Lothringer im Reich an der Universität Frankfurt 1936). Diesterweg, Frankfurt am Main 1936.
- Aus dem Schloss der Grafen zu Solms-Laubach.  Solms-Laubachsche Bücherstube, Laubach
  - Heft 1: Bildnisse des 16. Jahrhunderts im Schloss zu Laubach. 1955
  - Heft 2: Geschichte der Glashütten des Laubacher Waldes  1956
  - Heft 3: Solmser Medaillen des 16. Jahrhunderts. 1956
  - Heft 4: Clemens Beutler, ein Laubacher Maler um 1600. 1956
  - Heft 5: Porzellanfiguren im Schloss zu Laubach. 1957
  - Heft 6. Die Laubacher Bibliothek 1957
  - Heft 7: Johann Valentin und Johann Heinrich Tischbein in Laubach  1958
  - Heft 8: Anton Wilhelm Tischbein  1958
- Die schönsten Jagdbilder aus europäischen Sammlungen. Keyser, München 1961.
- Die schönsten Reiterbilder aus europäischen Sammlungen. Keyser, Heidelberg/München 1962.